# Dueré
Dueré är en kommun i Brasilien.   Den ligger i delstaten Tocantins, i den centrala delen av landet, 500 km norr om huvudstaden Brasília. Antalet invånare är 4 589.
Omgivningarna runt Dueré är huvudsakligen savann. Trakten runt Dueré är nära nog obefolkad, med mindre än två invånare per kvadratkilometer.